# Valdearcos de la Vega
Valdearcos de la Vega – gmina w Hiszpanii, w prowincji Valladolid, w Kastylii i León, o powierzchni 14,66 km². W 2011 roku gmina liczyła 116 mieszkańców.